# Ligament talo-calcanéen antérieur
Le ligament talo-calcanéen antérieur est un ligament de l'articulation subtalaire.

## Description
Le ligament talo-calcanéen antérieur s'étend de la face antérieure et latérale du col du talus jusqu'au sillon calcanéen.